# Ryōnen Myōzen
Ryōnen Myōzen (jap. 了然明全; 1184–1225) – japoński mistrz zen szkoły rinzai, opat Kennin-ji.

## Życiorys
Urodził się w Ise. W wieku 8 lat został osierocony i umieszczono go w klasztorze szkoły tendai na górze Hiei. Studiował u mnicha Myōyū. W wieku 16 lat przyjął wskazania hinajany w klasztorze Tōdai w Narze, a później przyjął wskazania według tradycji tendai w Enryaku-ji. 
W 1199 roku rozpoczął praktykę w Kennin pod kierunkiem Eisaia. Przed śmierci Eisaia został jego spadkobiercą. Po jego śmierci w 1215 roku prowadził dalej Kennin-ji. Promował tradycję szkoły rinzai i przyjmował nowych uczniów. W 1217 roku jego uczniem został Dōgen i praktykował pod jego kierunkiem do roku 1223.
W 1223 roku Myōzen postanowił udać się do Chin wraz z kilkoma swoimi uczniami. Jednak przed wypłynięciem otrzymał wiadomość, że jego pierwszy nauczyciel Myōyū jest umierający i prosi, aby jego były uczeń odwiedził go po raz ostatni. Nie mogąc dokonać wyboru, Myōzen zwrócił się do mnichów towarzyszy jego podróży z problemem, czy udać się do Chin i pogłębić swoją praktykę zen, czy powinien spełnić prośbę swojego byłego nauczyciela. Wszyscy oprócz jednego opowiedzieli się za odwiedzeniem umierającego nauczyciela. Jednak argumenty jakie przedstawił ten jeden mnich przeważyły i Myōzen wybrał podróż do Chin. Tym uczniem był Dōgen. Wyjaśnił wszystkim, że najlepszą drogą do spłacenia długu będzie osiągnięcie oświecenia dla dobra wszystkich.
W towarzystwie Dōgena udał się Chin. 22 lutego 1223 opuścili Kennin-ji. Pod koniec marca weszli na statek w Hakacie na Kiusiu i po miesiącu dotarli do Chin. Po przybyciu rozdzielili się, gdyż Myōzen postanowił udać się na górę Tiantong, gdzie kiedyś praktykował Eisai. Pod kierunkiem dwóch chińskich mistrzów Wuji Liaopaia i Tiantonga Rujinga praktykował przez trzy lata.
Jego zdrowie załamało się i Myōzen zmarł siedząc w pozycji medytacyjnej 27 maja 1225 roku. Dōgen zabrał jego popioły do Japonii. 

## Linia przekazu Dharmy
Pierwsza liczba oznacza liczbę pokoleń mistrzów od 1 Patriarchy indyjskiego Mahakaśjapy.
Druga liczba oznacza liczbę pokoleń od 28/1 Bodhidharmy, 28 Patriarchy Indii i 1 Patriarchy Chin.
Trzecia liczba oznacza początek nowej linii przekazu w danym kraju.
- 46/19. Huitang Zuxin (1024-1100)

- 47/20. Huanglong Shixin (zm. 1139)
- 47/20. Sixin Wuxin (1044-1115)

- 48/21. Linguan Weiqing (zm. 1117)

- 49/22. Changling Shouzhuo (ok. 1060-1130)

- 50/23. Wushi Jiechen (ok. 1080-1150)

- 51/24. Xinwen Tanbi (Tanfen?) (ok. 1100-1170)

- 52/25. Xue’an Zongjin (ok. 1115-1185)

- 53/26. Xu’an Huaichang (ok. 1125-1195)

- 54/27/1. Eisai Myōan (1141-1225) Japonia. Szkoła rinzai.

- 55/28/2.. Ryōnen Myōzen (1184-1225) nauczyciel Dōgena Kigena
- 55/28/2.. Taikō Gyōyū (1162-1241)
- 55/28/2.. Shakuen Eichō (zm. 1247)

- 56/28/3.. Zōsō Ryōyo (1193-1276)

- 57/29/4.. Jakuan Jōshō

- 58/30/5.. Ryuzan Tokken